# Gare de Glos - Montfort
Gare de Glos - Montfort vasútállomás Franciaországban, Glos-sur-Risle településen.

## Vasútvonalak
Az állomást az alábbi vasútvonalak érintik:
- Serquigny-Oissel-vasútvonal

## Kapcsolódó állomások
A vasútállomáshoz az alábbi állomások vannak a legközelebb:
- Gare de Bourgtheroulde - Thuit-Hébert
- Gare de Brionne